# Orăștioara de Sus
Orăștioara de Sus je rumunská obec v župě Hunedoara v Sedmihradsku. Sestává z celkem osmi vesnic, ležících při řece Orăștie, v nichž v roce 2009 žilo zhruba 2300 obyvatel. V rámci archeologických vykopávek byly v oblasti nalezeny dácké šperky. V okolí se nachází pozůstatky několika dáckých pevností a svatyň, které byly v roce 1999 vřazeny na seznam světového dědictví UNESCO.